# 挪威廣播公司第二台
挪威廣播公司第二台（挪威語：NRK2）是挪威廣播公司一條於1996年開播的電視頻道，主要播放新聞、戲劇和文化節目。這條頻道曾經擁有一個名為「Svisj」的節目板塊，其內容包含音樂錄影帶以及簡訊聊天交流節目，不過這個板塊已經在2007年9月移至新成立的挪威廣播公司第三台繼續播放。另一方面，這條頻道在2016年的挪威電視頻道市場份額為5.3%。